# S/S Fenris
S/S Fenris var ett ångfartyg på 484 bruttoregisterton som sjönk 1940 efter att fartyget beskjutits av en sovjetisk ubåt nära Sydostbrottens fyrskepp. Det brinnande fartyget sattes fast vid Sydvästbrotten. Delar av vraket ligger på cirka 30 meters djup. Det finns anledning att ana att hon bar på en last med förnödenheter till finska armén. Fartyget byggdes 1918 i Oskarshamn och gick i regelbunden trafik längs norrlandskusten.